# Elvira Savi
Elvira Aurelia Savi Federicci (Santiago de Chile, 19 de marzo de 1920 - Santiago de Chile, 15 de noviembre de 2013), fue una pianista chilena, galardonada con el Premio Nacional de Artes Musicales en 1998.

## Biografía
Ingresó al Conservatorio Nacional de Música en 1926, donde fue alumna de los maestros Roberto Duncker, con quien aprendió técnica y enseñanza musical; Rosita Renard, cuya formación fue muy valiosa; y Alberto Spikin, con el cual perfeccionó los conocimientos que adquiriera de esos y otros profesores. En 1938 obtuvo el premio Orrego Carvallo, distinción concedida al mejor alumno de cada año, y finalizó sus estudios con el título de concertista en piano. Al año siguiente, formó parte de la planta académica del Conservatorio en calidad de pianista acompañante, recibiendo en 1985 un diploma que la acreditó como profesor titular de la Universidad de Chile. Su ejercicio profesional como profesora universitaria se desarrolló entre los años 1939 y 2003, en virtud de lo cual la Casa de Bello le confirió el título de profesora emérita, en un acto celebrado el 25 de septiembre de 2003.
Su trayectoria profesional se ha desarrollado combinando la docencia y la carrera como solista. Se ha presentado en diversos escenarios nacionales y extranjeros, entre los cuales se debe mencionar Lima, Arequipa y Trujillo (en Perú); Quito, Guayaquil, Cuenca y Latacunga (en Ecuador); Buenos Aires, Rosario, San Juan y Mendoza (en Argentina); Jamaica, Trinidad y Tobago, República Dominicana, Costa Rica, Nicaragua y Honduras. Estos recitales contaron con el auspicio del Ministerio de Relaciones Exteriores de Chile y la Organización de Estados Americanos.
La excelencia interpretativa de Elvira Savi, en conjunto con su vasta dedicación a la enseñanza de la música, fueron algunas de las razones que consideró la municipalidad de Santiago para otorgarle el Premio Municipal de Arte 1998. La ceremonia de entrega del galardón se efectuó el 24 de septiembre de 1996, en presencia del jurado evaluador (compuesto por Carmen Luisa Letelier, Andrés Pinto, Horacio Salinas, Guillermo Rifo y Daniel Quiroga).
Por medio del decreto N.º 515 del Ministerio de Educación, publicado en el Diario Oficial de la República de Chile el 19 de noviembre de 1998, se le concedió el Premio Nacional de Artes Musicales de aquel año, en razón de su labor como pianista, académica y como divulgadora de las obras de compositores chilenos. Fue la segunda mujer en recibir dicho premio, después de Margot Loyola.
Durante su vida, Elvira Savi ejecutó un repertorio preferentemente vinculado a las obras de compositores chilenos, lo que la inscribe dentro de las intérpretes que han rescatado la música nacional.
Savi falleció en Santiago de Chile el 15 de noviembre de 2013, a la edad de 93 años.